# Epiperipatus
Epiperipatus is een geslacht van fluweelwormen (Onychophora). De soorten uit dit geslacht komen voor in het neotropische gebied.

## Voorkomen
Het verspreidingsgebied van het geslacht Epiperipatus beslaat Midden-Amerika, het noorden van Zuid-Amerika en de Antillen. Op het continent komen soorten voor van Guatemala zuidwaarts tot in Brazilië. Daarnaast leven Epiperipatus-soorten op Jamaica, Trinidad en Tobago, Barbados en Grenada. 

## Soorten
Het geslacht omvat de volgende soorten:
- Epiperipatus acacioi (Marcus & Marcus, 1955)
- Epiperipatus adenocryptus (Oliveira et al., 2011)
- Epiperipatus barbadensis (Froehlich, 1962)
- Epiperipatus barbouri (Brues, 1911)
- Epiperipatus betheli (Cockerell, 1913)
- Epiperipatus biolleyi (Bouvier, 1902)
- Epiperipatus brasiliensis (Bouvier, 1899)
- Epiperipatus broadwayi (Clark, 1913)
- Epiperipatus cratensis (Brito et al., 2010)
- Epiperipatus diadenoproctus (Oliveira et al., 2011)
- Epiperipatus edwardsii (Blanchard, 1847)
- Epiperipatus evansi (Bouvier, 1904)
- Epiperipatus hilkae (Morera-Brenes & Monge-Najera, 1990)
- Epiperipatus imthurni (Sclater, 1888)
- Epiperipatus isthmicola (Bouvier, 1902)
- Epiperipatus lewisi (Arnett, 1961)
- Epiperipatus machadoi (Oliveira & Wieloch, 2005)
- Epiperipatus ohausi (Bouvier, 1900)
- Epiperipatus paurognostus (Oliveira et al., 2011)
- Epiperipatus simoni (Bouvier, 1898)
- Epiperipatus torrealbai (Scorza, 1953)
- Epiperipatus trinidadensis (Sedgwick, 1888)
- Epiperipatus vagans (Brues, 1925)
- Epiperipatus vespucci (Brues, 1914)